# Maximiliano Cantera
Marcos Maximiliano „Maxi” Cantera Mora (ur. 10 maja 1993 w Los Cerrillos) – urugwajski piłkarz występujący na pozycji ofensywnego pomocnika, od 2022 roku zawodnik Deportivo Maldonado.